# Burgerhuismuseum (Rakvere)
Het Burgershuismuseum, gelegen in de Estse stad Rakvere, is een museumwoning die is opgetrokken in de stijl van de late 19e en vroege 20e eeuw, met als doel het leven van de Baltische Duitsers uit die periode te belichten. Een van de opvallende stukken in de collectie is een originele piano van componist Arvo Pärt, die zijn jeugd doorbracht in Rakvere. Het museum wordt beheerd door de stichting Virumaa-museums.
Altja vishutten en taverne · Burgerhuismuseum · Ests politiemuseum · Kasteel Palmse · Kasteel Rakvere · Kasteel Toolse ·  Rehbinderhuis ·  Sagrits museum